# Kanin (Julische Alpen)
Kanin ist ein Gebirgsstock in den westlichen Julischen Alpen.

## Lage
Das Kanin-Massiv besteht aus dem kolossalen Kanin-Plateau aus Kalkstein mit einer Höhe zwischen 1800 und 2300 m, das in einem großen Bergrücken gipfelt. Die Berggruppe wird von folgenden Tälern begrenzt:
- im Norden vom Seebachtal und Raccolanatal
- im Westen vom Fellatal
- im Osten vom Koritnicatal
- im Süden vom Socatal, vom Ucceatal und vom Resiatal.

Auf der nördlichen, italienischen Seite existieren noch drei kleinere Gletscher.

## Gipfel
Höchste Erhebung ist der 2587 m hohe Große Kanin (Erstbesteigung 1842 Otto Sendtner).
Weitere Gipfel sind (italienische und slowenische Bezeichnungen):
- Monte Ursic / - Kaninski Vršič - 2518 m[4]
- Monte Forato / Prestreljenik - 2499 m[5]
- Picco di Carnizza / Vrh Krnice - 2441 m[6]
- Monte Leupa / Lopa - 2403 m
- Monte Sart - 2324 m[7]
- Picco di Grubia / Vrh Grubje - 2240 m[8]
- Monte Rombon / Rombon, auch Veliki vrh - 2207 m
- Cima del Lago / Jerebica - 2126 m[9]
- Cinque Punte / Rabeljske špice (Raibler Fünfspitz) - 1909 m[10]
- Monte Guarda / Skutnik - 1878 m[11]

Vom Predilpass über Raibler Seekopf, Raibler Confinspitze (Ursic di Raibl), Prestreljenik, Großen Kanin, Kleinen Kanin, Crini Vogel, Baba und Skutnik verläuft heute die Grenze zwischen Slowenien und Italien.

## Kanin-Plateau
Das Plateau ist eine typische Karstlandschaft mit zerklüfteter Oberfläche und ausgesprochen tiefen Schächten, Schluchten, Abgründen und Höhlen.
Die über 800 m tiefen Höhlen sind :
auf der slowenischen Seite:
- Čehi 2 - 1505 m[12][13]
- Črnelsko brezno (Veliko Sbrego) - 1393 m[14]
- Renejevo brezno - 1322 m[15]
- Mala Boka/BC4 - 1319 m[16]
- Vandima - 1182 m[17]
- Skalarjevo brezno - 1197 m[18]
- Brezno pod velbom - 910 m[19]
- Brezno pod žičnico - 875 m[20]

auf der italienischen Seite:
- Complesso del Foran del Muss - 1100 m[21]
- Abisso Led Zeppelin - 960 m[22]
- Complesso del Col delle Erbe - 935 m[23]
- Abisso Modonutti Savoia - 805 m.[24]

## Tourismus
Ausgangspunkte für Touren sind im Norden der Neveasattel (Seilbahn auf die Gilbertihütte) und im Süden Bovec (Kanin-Seilbahn bis auf 2202 m) sowie die Orte des Resiatales.
Auf 2300 m befindet sich das Kanin-Skigebiet.

## Hütten
- Rifugio Celso Gilberti (1850 m)
- Bivak Marussich (2041 m)
- Dom Petra Skalarja na Caninu (2260 m)

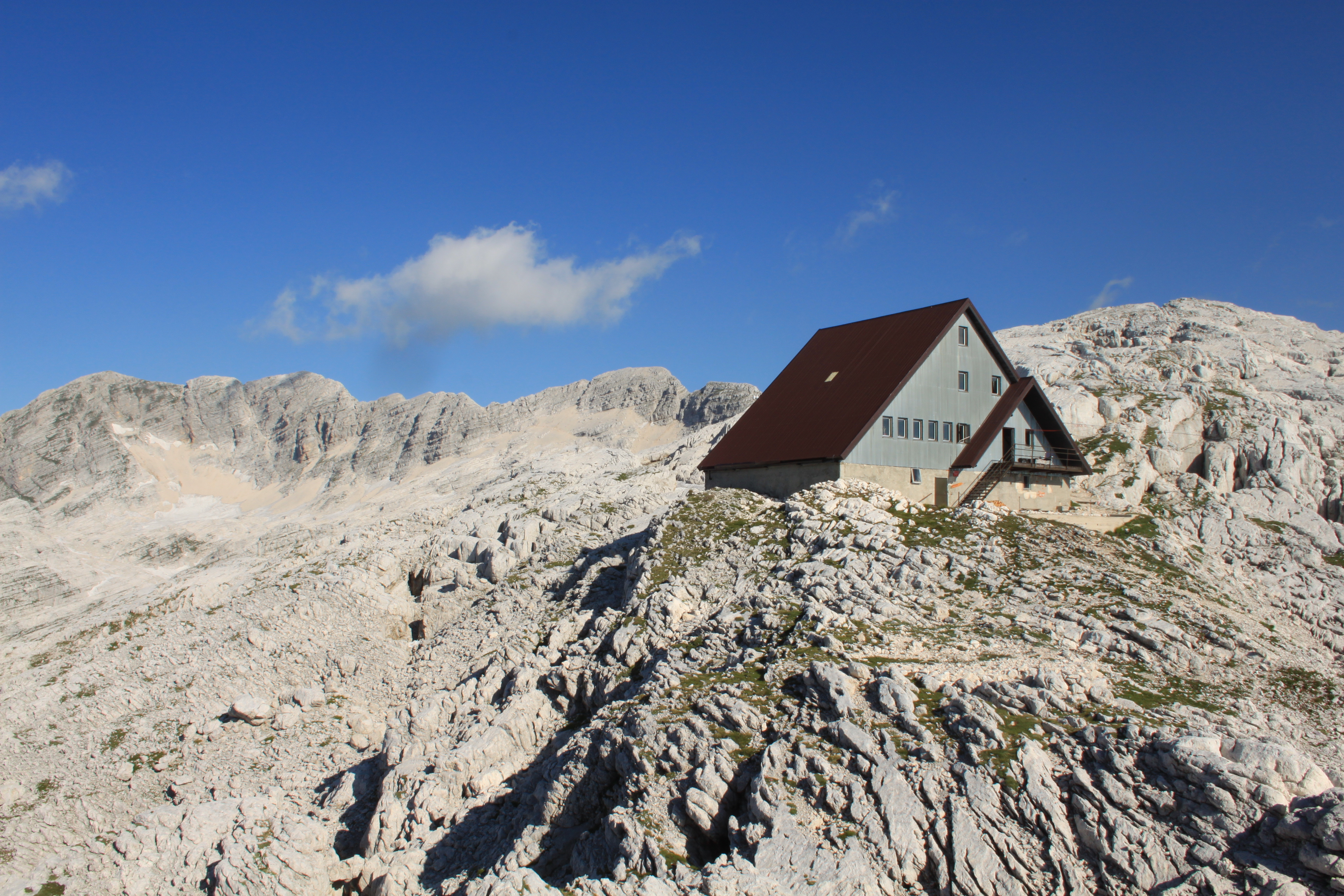
Peter-Skalar-Schutzhaus am Großen Kanin
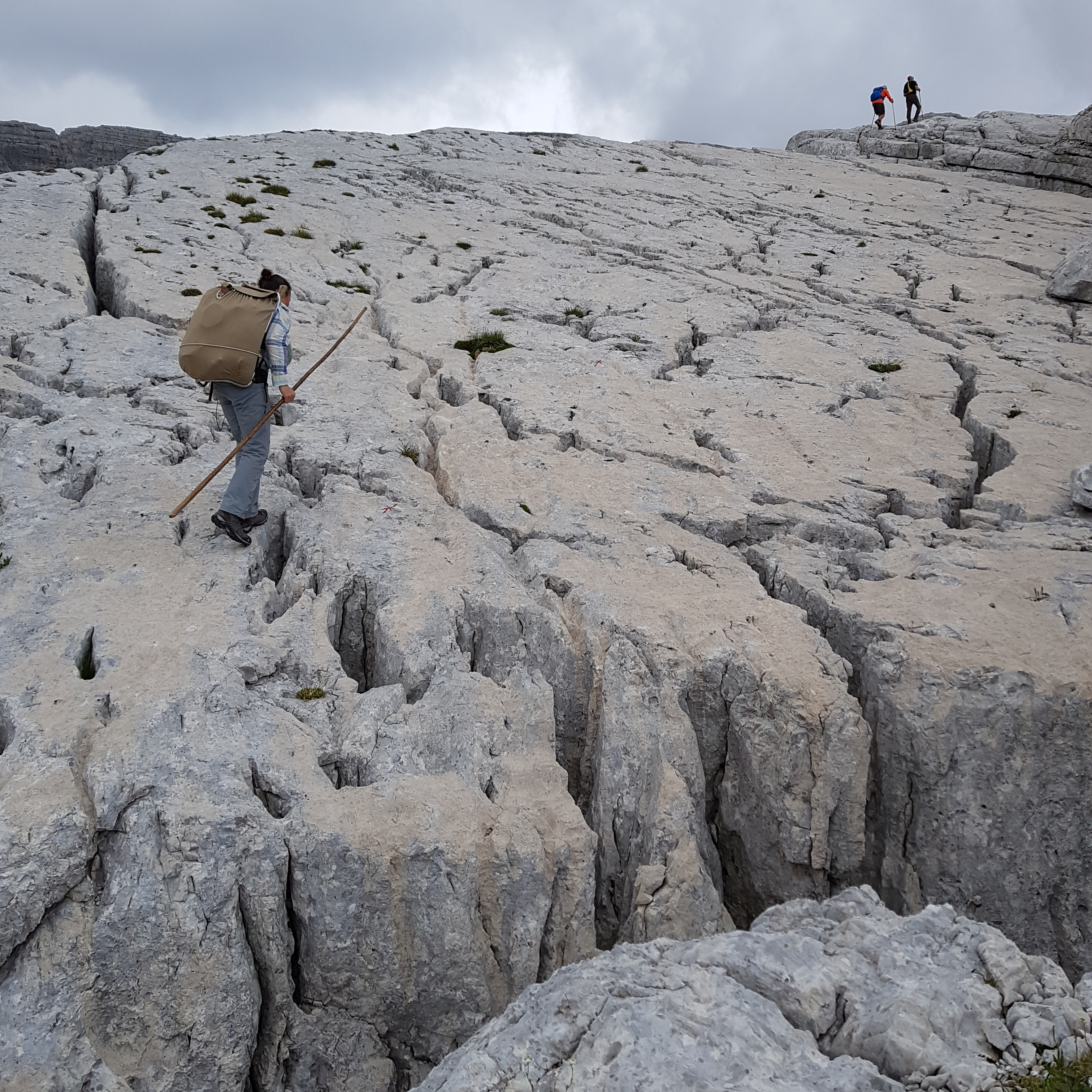
Oberfläche des Kanin-Plateaus
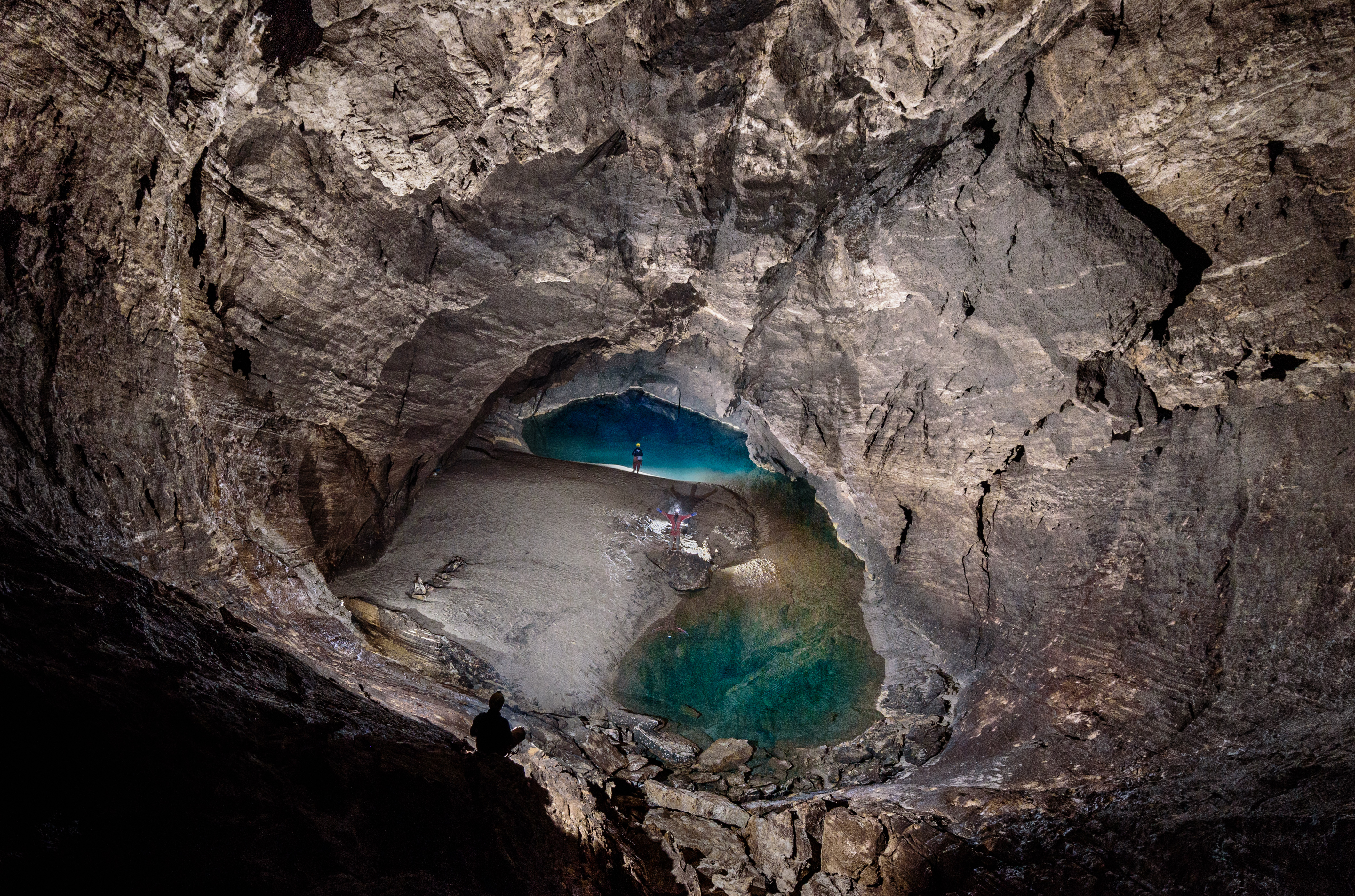
Boden des Renejevo brezno (Renee's Abgrund)